# 斯旺鎮區 (印地安納州諾布爾縣)
斯旺鎮區（英語：Swan Township）是位於美國印地安納州諾布爾縣的一個行政鎮區。

## 地方資料
根據2010年美國人口普查的數據，斯旺鎮區的面積為93.70平方千米，當中陸地面積為93.60平方千米，而水域面積為0.10平方千米。當地共有人口2399人，而人口密度為每平方千米25.6人。